# Невский-25 (объединение)
Не́вский-25 — объединение художников и одноимённая сквот-мастерская, существовавшая с 1987 по 1990 год в центре Ленинграда, на последнем этаже Дома Казанского собора. Инициатором созданной 13 марта 1987 года мастерской стал художник Алексей Парыгин.

## История объединения
История сквота началась весной 1987 года, в день, когда четвёртый этаж поставленного на капремонт (но не полностью расселенного) дома 25 по Невскому проспекту (угол Невского и улицы Плеханова) был аннексирован молодыми художниками-экспериментаторами, представителями последней волны ленинградского андеграунда, самовольно вселившимися в бывшую коммунальную квартиру № 20.

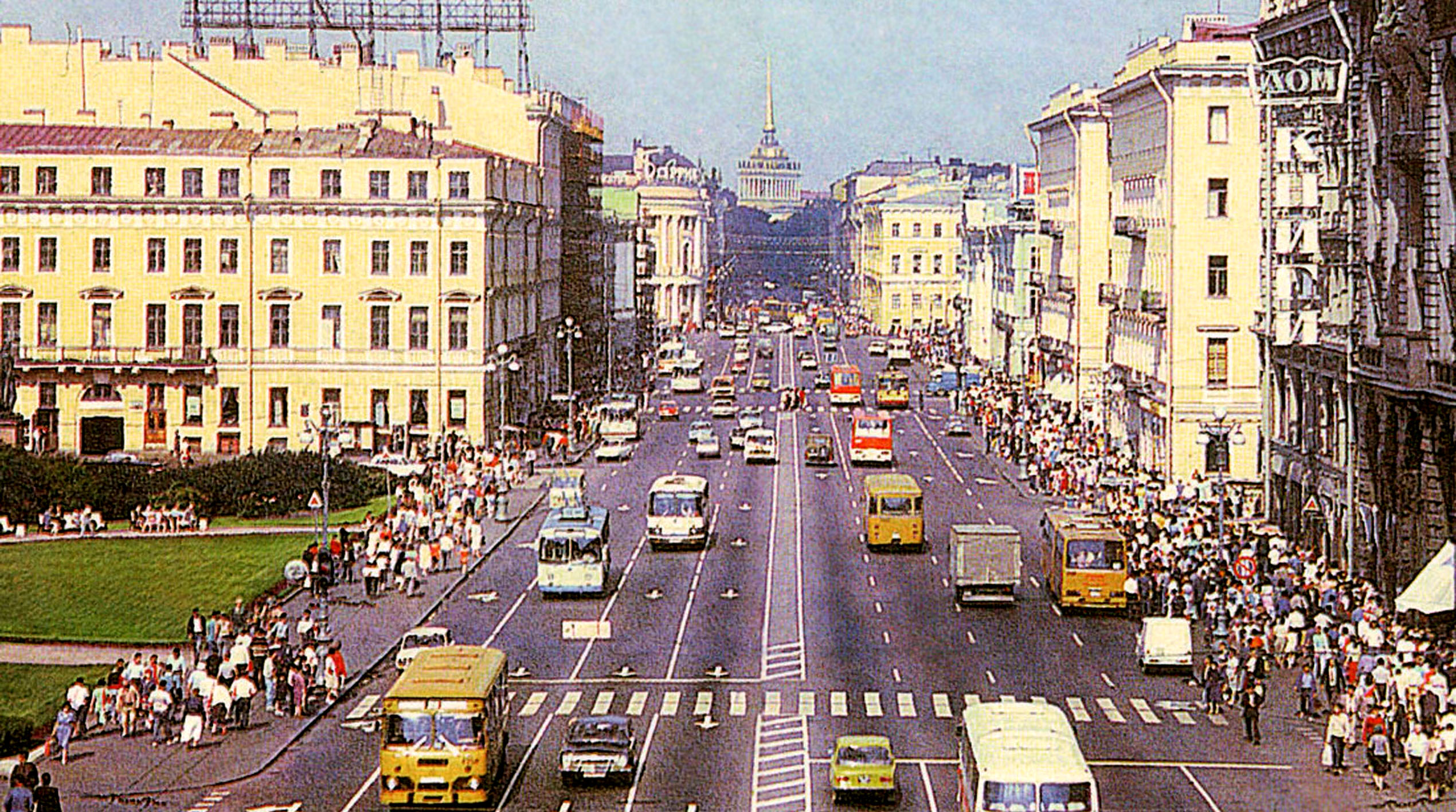
Невский проспект у Казанской площади. Июнь 1987 года. Слева дом № 25 (Дом Казанского собора)

Организаторами мастерской-коммуны были Алексей Парыгин и присоединившийся к нему Леонид Кипарисов. Основная цель мастерской — возможность свободной работы и неформального общения людей, связанных с молодым экспериментальным искусством и литературой.
В сквот приезжали музыканты из Киева, фотографы из Прибалтики, художники из Армении (Арутюн Зулумян, Нарине Золян и др.), собиратели живописи и студенты из США, Германии и других стран Европы и Азии.
Регулярно проводились поэтические чтения и диалоги по современному искусству. Было напечатано несколько самиздатовских литературных сборников. В том числе, с одноимённым названием «Невский 25» (авторы: Алексей Парыгин, Андрей Вермишев, Дмитрий Стрижов, Анатолий Лукхитян и другие); «Котоводство и кошколовство» Леонида Кипарисова (авторы: Леонид Кипарисов, Сергей Никольский и другие). Издавались малотиражные авторские книги: «Зеленая книга», «Моя мансарда» «Цветные звуки», «Песок» (1989—1990) Алексея Парыгина,
впоследствии неоднократно экспонировавшиеся на международных и отечественных выставках, каталогизированные и описанные в профильной профессиональной литературе и получившие музейную оценку
..художник использует элементы фото-графики, вводя в книгу обработанные фотографии с видами Невского, Казанского собора, интерьера мастерской. Они дополняются его собственными графическими работами, а также аппликацией из цветной бумаги, кусочков обоев со стен мастерской. Настоящие обои художник использует и в качестве форзаца, усиливая, таким образом, ощущение от крышки переплета как двери в пространство особого мира.

Проводились эксперименты по созданию и записи шумовой музыки.
Объединение вынужденно закончило своё существование к июню 1990 года, через полгода после отключения всех коммуникаций и полного расселения дома, пережив не один потоп, нашествие бомжей, пожары в соседних квартирах и прочие напасти.
Поставленный на капремонт дом пять лет простоял расселенным. После реконструкции 1995—1997 годов был перестроен под торговый центр. Мансардный этаж образца 1930-х годов был полностью снесен. Нынешний 4-й этаж имитирует вид дома до перепланировки 1933 года.

## Участники объединения
Всего, за три года существования объединения в его работе приняло участие несколько сот человек: художники, поэты, музыканты, философы и просто любители и коллекционеры искусства. Постоянными участниками процесса или частыми гостями сквота были: Марина Парыгина, Саша Крылова, Елена Григорьянц, Андрей и Ольга Вермишевы, Тамара Митина, Наталья Плеханова, Андрей Корольчук, Александр Борков, Владимир Иосифов (1964—2025), Валентин Чиков, Андрей Ефи, Александр Федоров, Анатолий Ясинский, Константин Кубланов, Антон Николаев, Наталья Муретова, Митя Бахтин (1970—2015), Игорь Игнатьев (1962—1998), Юлианна Кюнстлер, Сергей Фирсов, Андрей Акишин, Евгения Дриго (1962—2020), Ольга и Александр Палатниковы и многие другие.
Объединение не только не имело официального статуса, но было в прямом смысле андеграундом.
..входные двухстворчатые двери были искусно замаскированы, забиты метровыми листами старой частично проржавленной жести с приколоченными поперёк них дюймовыми досками. Из дерева и железа торчали толстые кривые гвозди (посаженные с обратной стороны на эпоксидную смолу). Все было хорошо продумано и декорации выглядели убедительно. Справа от дверного косяка свисал непривлекательный провод, с двумя оголенными контактами. Надо было замкнуть их, тогда в глубине квартиры раздавался звонок. На случай, если мастерскую покидали все, существовал способ надежно закрывать вход. Для этого использовался прочный и тяжёлый междверный крюк, и система рычагов. Дверь открывалась и закрывалась посредством выведенных наружу двух концов троса привязанных к запору. Показ новому человеку этого механизма в действии всегда производил неизгладимое впечатление.
Часть окон занятой нами квартиры выходило в небольшой внутренний двор, часть на Казанский собор, а часть на Невский проспект и Лютеранскую церковь св. Петра и Павла, в которой в то время еще был действующий бассейн.

## Выставки (выборочно)

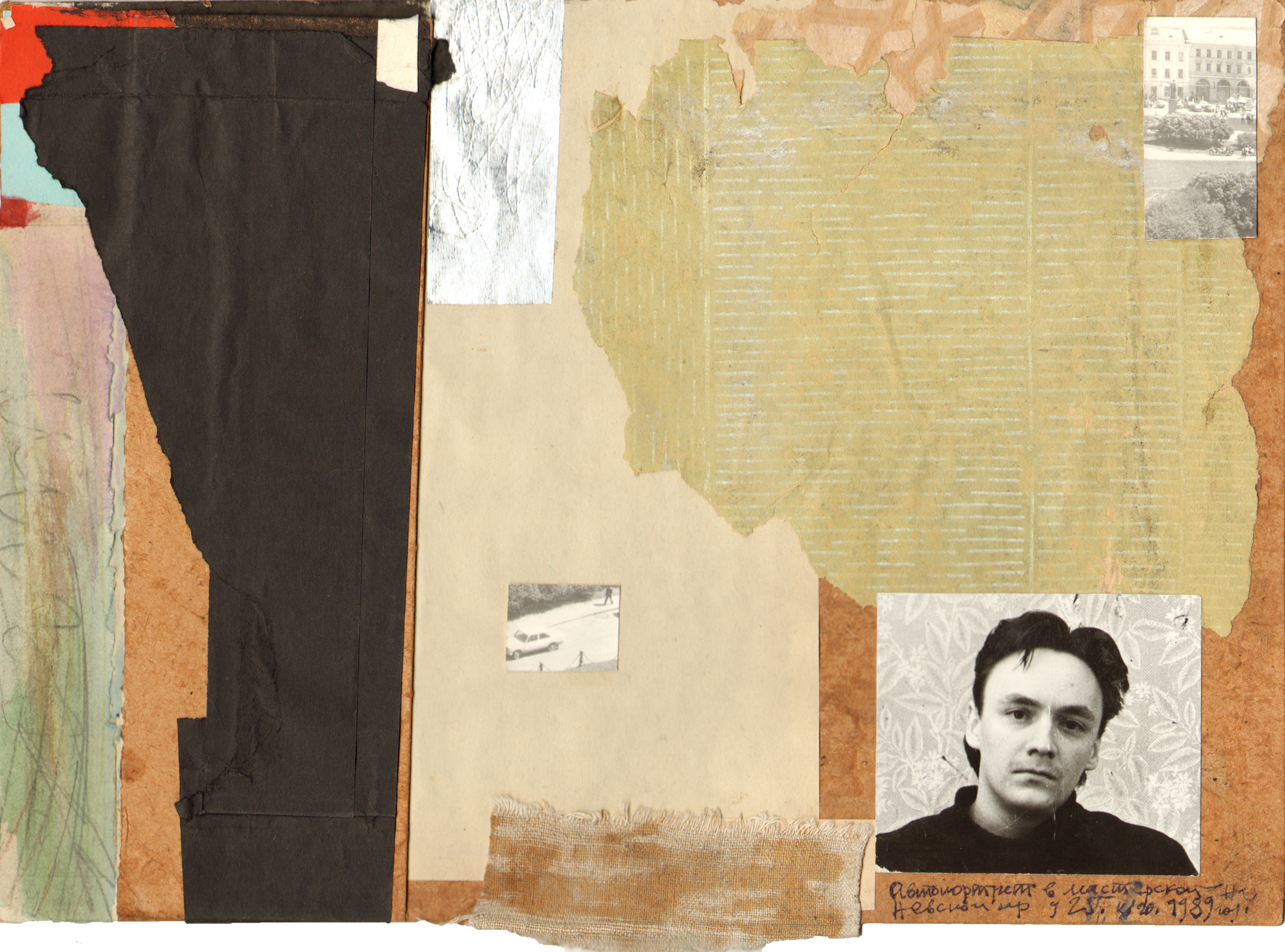
А. Парыгин. Автопортрет в мастерской. Коллаж. 1989 год. 24 х 34 см.

Художники объединения принимали участие в ряде городских выставок второй половины 1980-х годов, несколько экспозиций было организовано непосредственно на территории сквот-мастерской (1988—1989).
- Молодёжная выставка. ВЗ на Отхе. Июнь 1990. Ленинград.
- Без жури. ВЗ на Отхе. Апрель 1989. Ленинград.
- Молодёжная выставка. ВЗ на Отхе. 1989. Ленинград.
- Антарктида. Сквот-мастерская Невский 25. (Л. Кипарисов, А. Парыгин, В. Иосифов). Лето 1989. Ленинград.
- Живопись. Фойе кинотеатра «Молодежный». (А. Акишин, Л. Кипарисов, А. Парыгин). Лето 1989. Ленинград.
- Союз № 0. Сталепрокатный завод. (А. Борков, А. Парыгин, А. Вермешев, А. Ясинский и другие). 5—30 декабря 1988. Ленинград.
- Ленинград, история, люди. ВЗ на Отхе. Июнь 1988. Ленинград.

Из статьи Александра Каменского Что значит быть современным? (1988):
<…> Они составляют новую поэтику, которая невольно спорит с привычными эстетическими стереотипами. Например, всем нам кажется само собой разумеющимся восторженное преклонение перед классической красотой Петербурга-Ленинграда, его гармонией и державным величием. И на этой выставке встречаются вариации подобного образного строя. Но вот висит «Ночной Невский» А. Парыгина. Грубо-шершавая фактура, темная бездна. Во мраке вспыхивают тревожные огни, они порождают резкое душевное напряжение. Ни о каком царственном великолепии городского ландшафта и не помышляешь — оно не то чтобы отбрасывается или отрицается, но уходит куда-то за кулисы, уступая место драматизму современного мироощущения. Изображен-то не «город-музей» для любопытствующих экскурсантов, а среда жизни наших дней, где ищут, любят, борются, страдают. Это и определяет восприятие <…>

### Книга художника
- Парыгин А. Б. Моя мансарда. — Л.: Невский 25. 1990. — 24 с. [без пагинации]. Твердый переплет [21,7 х 14,8 х 1,2 см]. Тираж — 6 нумерованных экз.
- Невский 25 (поэтический сборник: А. Парыгин, А. Вермишев, А. Лукхитян, А. Разумец, Д. Стрижов, С. Фирсов). Составитель: Парыгин А. — Л.: Невский 25. [машинописный самиздат], 1990. — 37 с. Твердый переплет [30,7 х 22,2 см]. Тираж — 5 экз. [без указания тиража].
- Кипарисов Л. Литературный альманах Котоводство и кошколовство. — Л. [машинописный самиздат], 1987. — 21 с.

### Статьи
- Солдатова П. Невский-25 / Альманах независимой культуры Ленинграда. — СПб., 2024. — 114 с. — С. 59.
- Павловский А. С. Конструирование себя: о первых книгах Алексея Парыгина / Сборник материалов двенадцатой научно-практической конференции «Трауготовские чтения 2022» / под ред. А. К. Кононова. — СПб.: БКГ, 2023. — 360 с. — С. 153—160. ISBN 978-5-6049512-9-3[34]
- Парыгин А. Богема (записки художника) // Волга. Саратов. 2022, № 7-8 (499). — С. 138—145[35].
- Парыгин А. Б. Про искусство (в ритме автобиографии) // Петербургские искусствоведческие тетради, выпуск 58, СПб.: АИС, 2020. — С. 223—252[36].
- Grigoryants El. Absorbing the Futurist heritage: Vasily Vlasov and Alexey Parygin / The Futurist Tradition in Contemporary Russian Artists’ Books // International Yearbook of Futurism Studies / Special Issue on Russian Futurism. Ed. by Günter Berghaus. — Berlin & Boston: Walter de Gruyter. Vol. 9 — 2019, 520 p. pp. 269—296. (англ.) ISBN 978-3-11-064623-8[37].
- Григорьянц Е. И. В мастерской Алексея Парыгина «Невский — 25» // Петербургские искусствоведческие тетради, выпуск 38., СПб.: АИС, 2015. С. 88-92.
- Парыгин А. Б. Невский-25. Субъективные записки художника // Петербургские искусствоведческие тетради, выпуск 31, СПб.: АИС, 2014. — С. 187—194.
- Григорьянц Е. И. «Автографическая книга» в рамках направления Artists book" (книга художника) // XX век. Две России — одна культура: сб. н. трудов по материалам 14-х Смердинских чтений, том 160 — СПб: СПб ГУКИ, 2006. — С. 96-108.
- Григорьянц Е. «Книга художника»: к феноменологии жанра // Петербургские искусствоведческие тетради, выпуск 7., СПб.: АИС, 2006. С. 260—267.
- Парыгин А. Б. Объединение художников "Невский-25″ в контексте своего времени // Вестник СПб Государственного университета технологии и дизайна. — 2014. — Серия 3. № 1, СПб.: СПб ГУТД, 2014. — С. 84-92.
- Книги и стихи из сквота: Алексей Парыгин и другие // АКТ Литературный самиздат. Выпуск 15. СПб., август-ноябрь, 2004. — С. 21-22.
- Жаворонкова С. М. Два художника — два мира // Вечерний С.-Петербург, 1991, 20 декабря.
- Горская М. В час равноденствия // Ленинградская правда, 1991, 26 июня.
- Каменский А. А. Что значит быть современным? Ответ на этот вопрос ищут молодые художники (рецензия на две молодёжные выставки в Ленинграде и Москве) // Правда, 1988, 9 сентября.